# کلیسای جامع سن پاتریک

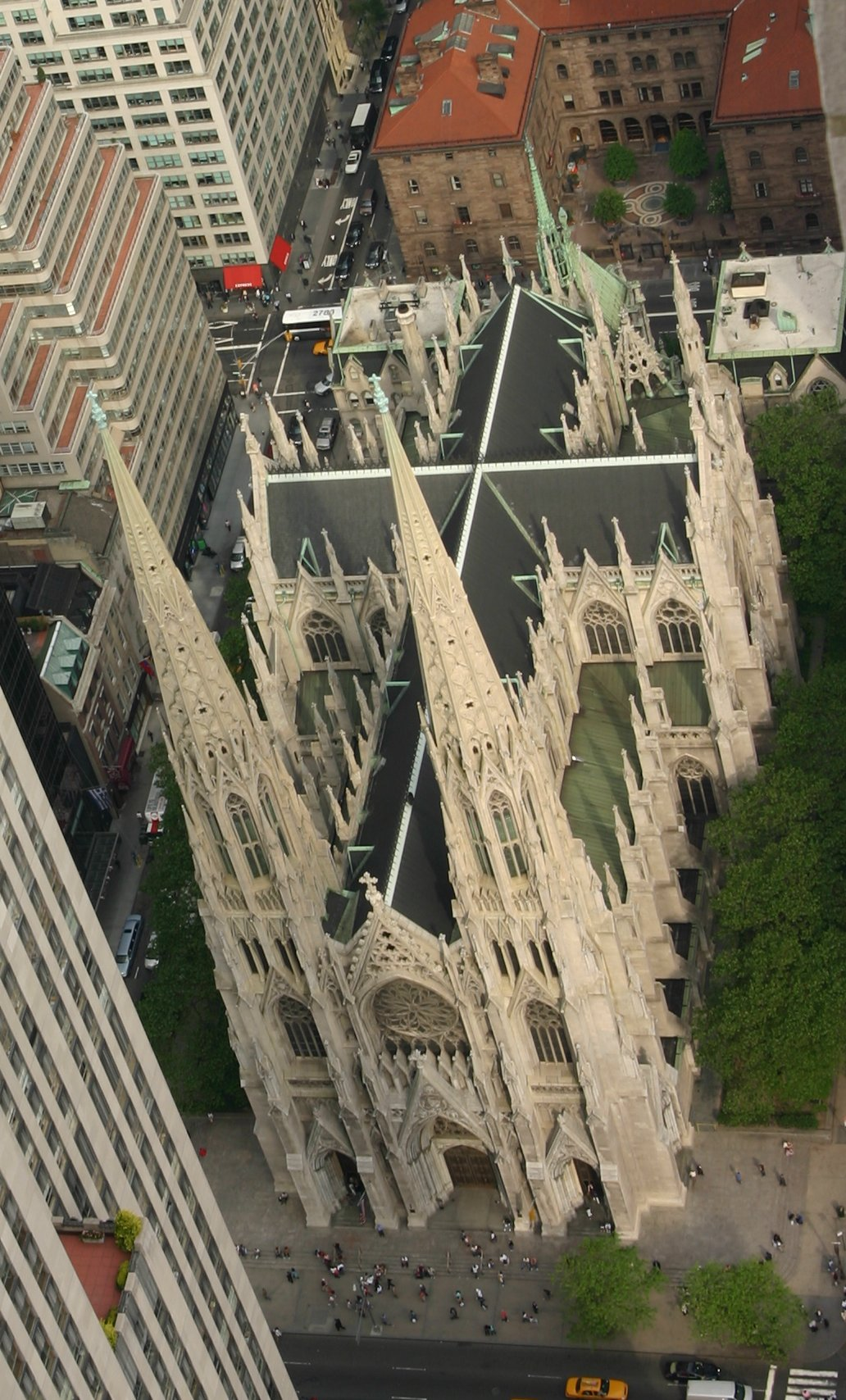

کلیسای جامع سن پاتریک (به انگلیسی: New York St. Patrick's Cathedral) نام کلیسای بزرگی است در نیویورک در آمریکا. این کلیسای کاتولیک توسط جیمز رنویک طراحی و در ۱۸۷۸ پس از ۲۰ سال ساخته شد.
سبک این کلیسا به صورت معماری گوتیک جدید (به انگلیسی: Gothic revival) است، و در خیابان پنجم (منهتن) قرار دارد. این بنا که ۱۰۰ متر ارتفاع دارد، در ۱۹۷۶ تحت محافظت بناهای میراث ملی آمریکا قرار گرفت.